# K.J. Noons
Karl James Noons (Kailua-Kona, 7 de dezembro de 1982) é um lutador norte-americano de Artes marciais mistas, boxe e kickboxing. Atualmente compete no Peso Leve do Ultimate Fighting Championship.

## Cartel no MMA
| Cartel no MMA   |             |            |
| 23 lutas        | 13 vitórias | 9 derrotas |
| Por nocaute     | 9           | 1          |
| Por finalização | 0           | 2          |
| Por decisão     | 4           | 6          |
| No contest      | 1           | 1          |

| Res.    | Cartel   | Oponente            | Método                                | Evento                                  | Data       | Round | Tempo | Local                   | Notas                                                        |
| ------- | -------- | ------------------- | ------------------------------------- | --------------------------------------- | ---------- | ----- | ----- | ----------------------- | ------------------------------------------------------------ |
| Derrota | 13-9 (1) | Josh Burkman        | Decisão (unânime)                     | UFC Fight Night: Hendricks vs. Thompson | 06/02/2016 | 3     | 5:00  | Las Vegas, Nevada       |                                                              |
| Derrota | 13-8 (1) | Alex Oliveira       | Finalização (mata leão)               | UFC Fight Night: Condit vs. Alves       | 30/05/2015 | 1     | 2:51  | Goiânia                 |                                                              |
| NC      | 13-7 (1) | Daron Cruickshank   | NC (dedada acidental)                 | TUF 20 Finale                           | 12/12/2014 | 2     | 0:25  | Las Vegas, Nevada       |                                                              |
| Vitória | 13-7     | Sam Stout           | Nocaute (socos)                       | UFC Fight Night: Bisping vs. Kennedy    | 16/04/2014 | 1     | 0:30  | Quebec City, Quebec     | Luta no Peso Meio Médio. Performance da Noite.               |
| Vitória | 12–7     | George Sotiropoulos | Decisão (unânime)                     | UFC 166: Velasquez vs. dos Santos III   | 19/10/2013 | 3     | 5:00  | Houston, Texas          |                                                              |
| Derrota | 11–7     | Donald Cerrone      | Decisão (unânime)                     | UFC 160: Velasquez vs. Pezão            | 25/05/2013 | 3     | 5:00  | Las Vegas, Nevada       |                                                              |
| Derrota | 11–6     | Ryan Couture        | Decisão (dividida)                    | Strikeforce: Marquardt vs. Saffiedine   | 12/01/2013 | 3     | 5:00  | Oklahoma City, Oklahoma |                                                              |
| Derrota | 11–5     | Josh Thomson        | Decisão (unânime)                     | Strikeforce: Tate vs. Rousey            | 03/03/2012 | 3     | 5:00  | Columbus, Ohio          | Pela chance de disputar o Cinturão Peso Leve do Strikeforce. |
| Vitória | 11–4     | Billy Evangelista   | Decisão (unânime)                     | Strikeforce: Melendez vs. Masvidal      | 17/12/2011 | 3     | 5:00  | San Diego, California   |                                                              |
| Derrota | 10–4     | Jorge Masvidal      | Decisão (unânime)                     | Strikeforce: Overeem vs. Werdum         | 18/06/2011 | 3     | 5:00  | Dallas, Texas           | Pela chance de disputar o Cinturão Peso Leve do Strikeforce. |
| Derrota | 10–3     | Nick Diaz           | Decisão (unânime)                     | Strikeforce: Diaz vs. Noons II          | 09/10/2010 | 5     | 5:00  | San Jose, California    | Pelo Cinturão Meio Médio do Strikeforce.                     |
| Vitória | 10–2     | Jorge Gurgel        | Nocaute Técnico (socos)               | Strikeforce: Houston                    | 02/08/2010 | 2     | 0:19  | Houston, Texas          |                                                              |
| Vitória | 9–2      | Conor Heun          | Decisão (dividida)                    | Strikeforce: Los Angeles                | 16/06/2010 | 3     | 5:00  | Los Angeles, California | Peso Casado 160 lb.                                          |
| Vitória | 8–2      | André Dida          | Decisão (unânime)                     | Dream 13                                | 22/03/2010 | 2     | 5:00  | Yokohama                | Peso Casado 72 kg.                                           |
| Vitória | 7–2      | Yves Edwards        | Nocaute Técnico (socos & cotoveladas) | EliteXC: Return of the King             | 14/06/2008 | 1     | 0:48  | Honolulu, Hawaii        | Defendeu o Título Peso Leve do EliteXC.                      |
| Vitória | 6–2      | Nick Diaz           | Nocaute Técnico (interrupção médica)  | EliteXC: Renegade                       | 10/11/2007 | 1     | 5:00  | Corpus Christi, Texas   | Ganhou o Título Peso Leve Inaugural do EliteXC.              |
| Vitória | 5–2      | James Edson Berto   | Nocaute (joelhada)                    | ShoXC#July 27, 2007 card                | 27/07/2007 | 3     | 0:45  | Santa Ynez, California  |                                                              |
| Derrota | 4–2      | Charles Bennett     | Nocaute (soco)                        | EliteXC: Destiny                        | 10/02/2007 | 1     | 3:43  | Southaven, Mississippi  |                                                              |
| Vitória | 4–1      | Harris Sarmiento    | Nocaute Técnico (socos)               | ICON Sport 44                           | 28/10/2005 | 3     | 4:37  | Honolulu, Hawaii        |                                                              |
| Vitória | 3–1      | Bryson Kamaka       | Nocaute (chute na cabeça & socos)     | Superbrawl 41                           | 23/07/2005 | 1     | 1:20  | Honolulu, Hawaii        | 165 lb catchweight bout.                                     |
| Vitória | 2–1      | Malik Williams      | Nocaute (socos)                       | Superbrawl 39                           | 09/04/2005 | 1     | 2:43  | Honolulu, Hawaii        | Luta nos Meio Médios.                                        |
| Derrota | 1–1      | Buddy Clinton       | Finalização (chave de calcanhar)      | REF 12                                  | 12/10/2002 | 1     | 0:25  | Houston, Texas          | Final do Torneio Peso Leve do REF de 2002.                   |
| Vitória | 1–0      | Raul Guerra         | Nocaute Técnico (interrupção córner)  | REF 11                                  | 12/10/2002 | 2     | N/A   | Houston, Texas          | Semifinal do Torneio Peso Leve do REF de 2002.               |